# Noyon New British Cemetery
 Noyon New British Cemetery is een Britse militaire begraafplaats met gesneuvelden uit de Eerste Wereldoorlog, gelegen in de Franse gemeente Noyon (departement Oise).
De begraafplaats werd ontworpen door William Cowlishaw en ligt aan de Rue du Souvenir Français,  600 m ten noorden van het centrum (Kathedraal van Noyon). Ze heeft een nagenoeg vierkantig grondplan met aan de westelijke zijde twee afgesneden hoeken. De oppervlakte bedraagt 1.085 m² en ze wordt omsloten door een lage natuurstenen muur afgedekt met rechtopstaande breukstenen. De toegang aan de straatzijde bestaat uit een natuurstenen gebouw onder een schilddak afgedekt met stenen tegels. Een tweedelig metalen hek sluit de toegang af.
Het Cross of Sacrifice staat centraal bij de westelijke muur tegenover de toegang. De zuidelijke muur sluit aan bij de Franse militaire begraafplaats Nécropole nationale de Noyon.
Er worden 260 slachtoffers herdacht waaronder 90 niet geïdentificeerde. De begraafplaats wordt onderhouden door de Commonwealth War Graves Commission.

## Geschiedenis
In Noyon bevond zich eind augustus 1914 het Britse G.H.Q. toen de gemeente op 1 september 1914 door de Duitsers werd ingenomen. Op 18 maart 1917 werd ze door de Fransen veroverd en opnieuw door de Duitsers in maart 1918. De Fransen heroverden de gemeente uiteindelijk op 29 en 30 augustus 1918. Ze werd tweemaal door de vijand gebombardeerd en in 1918 zo goed als vernietigd.
In maart 1918 werd in een bosperceel nabij het spoorwegstation door de 46th Casualty Clearing Station (CCS) en de 44th Field Ambulance een begraafplaats aangelegd dat toen Noyon Old British Cemetery werd genoemd. Ze bevatte de graven van 144 Britten, één Amerikaanse officier, twee Italiaanse en drie Franse soldaten. Behalve de Franse werden al deze graven na de wapenstilstand overgebracht naar de huidige begraafplaats (Noyon New British Cemetery) dat in 1919 werd aangelegd voor het begraven van gesneuvelden uit andere begraafplaatsen en de omliggende slagvelden.
Er worden 260 slachtoffers herdacht. Negentig zijn niet geïdentificeerd en 108 zijn niet individueel geïdentificeerd maar worden gemarkeerd door grafzerken met het opschrift: "Buried near this spot" omdat hun precieze locatie niet meer te achterhalen was. 
Onder de geïdentificeerde slachtoffers zijn er 163 Britten, 4 Canadezen, 2 Italianen en 1 Amerikaan. 

## Onderscheiden militairen
- Wallenstein Ryan-Lewis, kapitein bij de Royal Engineers; Harold Conquest Clark, kapitein bij het Wiltshire Regiment en Herbert David Cunningham, luitenant bij de Royal Canadian Dragoons werden onderscheiden met het Military Cross (MC).
- L.H.G. Walker, kanonnier bij de Royal Horse Artillery werd onderscheiden met de Distinguished Conduct Medal (DCM).
- korporaal Albert George Marsh (Royal Field Artillery) en de soldaten David Houlton (Dragoon Guards, (Prince of Wales’s Own)), S. Dunlop (Army Service Corps) en H. Law (Royal Inniskilling Fusiliers) werden onderscheiden met de Military Medal (MM).